# Agelenopsis
Agelenopsis is een geslacht van spinnen uit de  familie van de Agelenidae (trechterspinnen).

## Soorten
- Agelenopsis actuosa (Gertsch & Ivie, 1936)
- Agelenopsis aleenae Chamberlin & Ivie, 1935
- Agelenopsis aperta (Gertsch, 1934)
- Agelenopsis emertoni Chamberlin & Ivie, 1935
- Agelenopsis kastoni Chamberlin & Ivie, 1941
- Agelenopsis longistyla (Banks, 1901)
- Agelenopsis naevia (Walckenaer, 1842)
- Agelenopsis oklahoma (Gertsch, 1936)
- Agelenopsis oregonensis Chamberlin & Ivie, 1935
- Agelenopsis pennsylvanica (C. L. Koch, 1843)
- Agelenopsis potteri (Blackwall, 1846)
- Agelenopsis spatula Chamberlin & Ivie, 1935
- Agelenopsis utahana (Chamberlin & Ivie, 1933)